# Destructor Arashio
L'Arashio (荒潮, Marea tempestuosa) va ser el quart dels deu destructors de classe Asashio construïts per a la Marina Imperial Japonesa a mitjans dels anys trenta sota el Programa d'Expansió Naval Suplementari del Cercle Dos (Maru Ni Keikaku).

## Història
Els destructors de la classe Asashio eren més grans i més capaços que la classe Shiratsuyu anterior, ja que els arquitectes navals japonesos ja no estaven limitats per les disposicions del Tractat Naval de Londres. Aquests vaixells de la mida d'un creuer lleuger van ser dissenyats per aprofitar el lideratge del Japó en la tecnologia de torpedes i per acompanyar la principal força d'atac japonesa i en atacs tant diürns com nocturns contra l'armada dels Estats Units mentre avançava a través de l'oceà Pacífic, segons la marina japonesa. projeccions estratègiques. Tot i ser una de les classes de destructors més poderoses del món en el moment de la seva finalització, cap va sobreviure a la Guerra del Pacífic.
L'Arashio , construït a les drassanes de Kawasaki a Kobe, va tenir la quilla col·locada l'1 d'octubre de 1935, avarat el 26 de maig de 1937 i posat en funcionament el 30 de desembre de 1937.

## Història operativa
En el moment de l'atac a Pearl Harbor, l'Arashio , sota el comandament del tinent comandant Hideo Kuboki, va ser assignat a la 8a Divisió de Destructors (Desdiv 8), i un membre del 2n Esquadró de Destructors (Desdiv 8) de la (2a Flota de la Marina Imperial Japonesa, escortant el cos principal de la Força del Sud de l'almirall Nobutake Kondō fora del districte de la Guàrdia de Mako com a cobertura llunyana de les forces d'invasió a Malàisia i Filipines el desembre de 1941.
L'Arashio va escortar un comboi de tropes malaies de Mako cap a Singora, després va entrar a Hong Kong el 5 de gener de 1942. Va escortar un altre comboi de tropes a Davao, i després va acompanyar la força d'invasió Ambon (31 de gener), la força d'invasió de Makassar (8 de febrer) i la força d'invasió de Bali/Lombok (18 de febrer).
La nit del 19 de febrer de 1942, l'Arashio va participar en la batalla de l'estret de Badoeng, entrant a la batalla tard, ja que va ser assignat per vigilar el transport Sagami Maru, i no va veure combat. El 8 de març, l'Arashio es va enfrontar i va enfonsar el dragamines holandès Jan van Amstel mentre fugia de la caiguda de Java, fent presoner la tripulació supervivent.
L'Arashio va tornar a l'Arsenal Naval de Yokosuka al març i va ser reassignat a la 2a Flota el 10 d'abril. Va ajudar en el setge de Corregidor a les Filipines del 24 d'abril al 18 de maig, i després va tornar a Kure. Després d'escortar un comboi a Guam a finals de maig, l'Arashio es va unir a l'escorta de la Força d'Invasió de Midway sota el comandament general de l'almirall Takeo Kurita durant la batalla de Midway. Va ajudar el destructor Asashio a rescatar supervivents del creuer Mikuma afectat i, durant els atacs als creuers, va patir greus danys per l'aviació de la Marina dels Estats Units el 6 de juny, amb un atac directe amb una bomba que va matar 37 tripulants, inclosos diversos supervivents del Mikuma, i ferint molts més, inclòs el comandant Nobuki Ogawa, comandant de la 8a Divisió de Destructors. Malgrat els greus danys, va escortar el creuer Mogami fins a Truk. A Truk, va ser sotmès a reparacions d'emergència per part de l'Akashi, que li van permetre tornar a l'arsenal naval de Sasebo el 23 de juliol.
Després de completar les reparacions el 20 d'octubre, l'Arashio va ser assignat a Rabaul, on va ser assignat a tretze trajectes de transport "Tokyo Express" a Buna, Shortland Island, Kolombangara i Guadalcanal i Wewak fins a mitjans de febrer de 1943. El 20 de febrer, va rescatar els supervivents. del seu vaixell germà torpedejat Ōshio fora de Wewak. L'Arashio va ser reassignat a la 8a Flota el 25 de febrer de 1943.
Durant la batalla del mar de Bismarck, va ser danyat per tres bombes d'un bombarder B-25C Mitchell de l'USAAF anomenat "Chatter Box" el 3 de març, que va danyar el seu timó, provocant una col·lisió amb el vaixell de tropes  Nojima Maru. El destructor Yukikaze va treure els seus 176 supervivents, que no incloïen el seu capità (Kaigun Chūsa Hideo Kuboki). El seu casc abandonat va ser enfonsat per avions de la Marina dels Estats Units a la posició 07° 15′ S, 148° 30′ E / 7.250°S,148.500°E aproximadament 55 milles nàutiques (102 km; 63 milles) al sud-est de Finschhafen, Nova Guinea Va ser eliminat de la llista de la marina el dia 1 d'abril de 1943.